# بيوند ميت

## شركة بيوند ميت
تعد شركة بيوند مُنتِج في لوس أنجولوس لبدائل اللحم النباتية وأسسه إيثان براون في عام 2009. أصبحت منتجات الشركة متوفرة عبر الولايات المتحدة الأمريكية في عام 2013. أصدرت الشركة في شهر مايو من عام 2016 أول برجر نباتي يباع في قسم اللحوم في السوبرماركت على أساس عالمي و للشركة منتجات أعدَت لاستبدال الدجاج واللحم البقري والسجق المصنوع من الخنزير.

## التاريخ

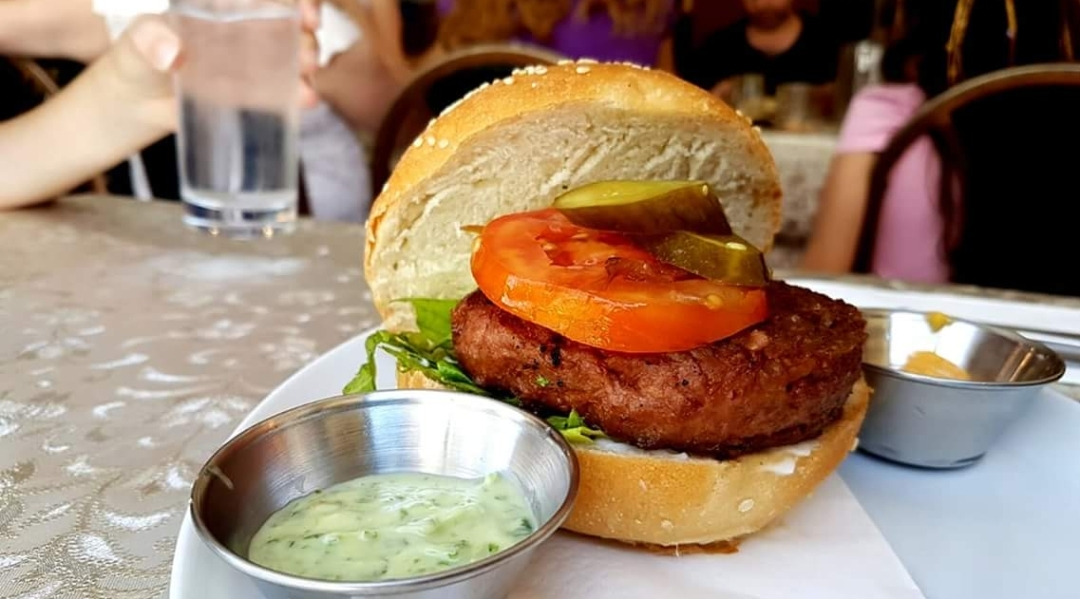
برجر في مطعم بإسرائيل

أسس إيثان براون الشركة الناشئة بكاليفورنيا في عام 2009. تلقت الشركة تمويل المشروع من كلينير بيركينز، كوفيليد و بايرز، أوفيوس كوبوريشين، بيل جايتس، بيز ستون، الجمعية الأمريكية للرفق بالحيوان، شركة تايسون للأطعمة.بدأت الشركة بيع منتجاتها المحاكية للدجاج مجانا في أسواق هول فودز التجارية عبر الولايات المتحدة الأمريكية في شهر إبريل من عام 2013 وفي عام 2014 أنتجت منتجا محاك للحم. أطلقت منظمة بيتا ( منظمة الأشخاص الذين يطالبون بمعاملة مساوية للحيوانات) على شركة بيوند ميت لقب شركة العام في سنة 2013.اشترت شركة تايسون للأطعمة حصة بنسبة 5% من شركة بيوند ميت في شهر أوكتوبر من عام 2016. باعت 6.5% من الحصة منهية الاستثمار في شهر إبريل من عام 2019
قبل طرح الشركة.
افتتحت الشركة في شهر يونيو من عام 2018 منشأتها الإناتجية الثانية في كولومبيا وميزوري مما أدى إلى زيادة مساحة الشركة الإنتاجية ثلاثة أضعاف.
ذكرت الشركة بأنَ لديها 27 ألف نقطة
توزيع مختلفة لمنتجاتهم بالولايات المتحدة الأمريكية. كانت تبيع الشركة منتجاتها في يوليو لأكثر من 50 سوق عالمي بشراكة مع تيسكو في المملكة المتحدة، آي ودبليو لخدمات الطعام بكندا.
رفعت مزارع دون لي في شهر مارس من عام 2019 قضية مدنية ضد شركة بيوند ميت. تزعم دون لي إخلال شركة بيوند ميت بالعقد وأيضا بالإضافة إلى اتهام الشركة بمشاكل متعلقة ببروتوكولات غير كافية لسلامة الطعام.
تُقدر قيمة بيوند ميت حوالي 3.8 بليون دولار وحصلت في عام 2019 على أفضل يوم أول للاكتتاب عام بالولايات المتحدة الأمريكية. بعد قيمة الاكتتاب (25 دولار) زاد سعر الأسهم ثلاثة أضعاف خلال 3 أيام بقيمة 4.4 بليون دولار.
سجل مربوا الماشية في كندا شكوى لدى الوكالة الكندية لفحص الأغذية مشيرين بأنَ شركة بيوند ميت ليس لهم أية حق في تسويق منتجاتهم على أنها منتجات نباتية محاكية للحوم لأن مصطلح اللحم يطلق فقط على المنتجات الحيوانية ولا ينطبق على المنتجات النباتية. عرفت الوكالة الكندية لفحص الأغذية اللحم بأنه جسد الذبيحة القادمة من الحيوان. عبرت مؤسسة اللحوم الأمريكية الشمالية التي تمثل أيضا منتجي اللحوم عن قلقها مشيرين إلى أن قُرص اللحم يحتوي فقط على مكون طبيعي واحد وهو اللحم البقري.

## المنتجات
تطور وتصنع الشركة أنواعا من المنتجات البروتينية النباتية. تصنع البدائل النباتية للحم من مزيج من بروتين البازلاء وبروتين الأرز وبروتين الماش وزيت النخيل وزيت جوز الهند ومكونات أخرى مثل نشا البطاطس وخلاصة التفاح وليسيتين دوار الشمس ومسحوق الرمان وغيرذلك بالإضافة إلى مجموعة من الفيتامينات والمعادن.تخلط وتصب المكونات في آلة بثق الطعام التي تطهو الخليط بالضغط عليه من خلال آلية مخصصة التي تستخدم البخار والضغط والماء البارد لإنتاج منتج يشبه قوام الدجاج. بالرغم من ذلك حذر أخصائي سمنة في جامعة أتوا الناس بألا ينخدعوا بأنَ تلك المنتجات هي بدائل أكثر صحة غذائيا لأن محتوى الدهون المشبعة في تلك المنتجات يشبه المحتوى الموجود في برجرات اللحم البقري وتحتوى على معدلات صوديوم أعلى.
ابتداء من 2014 تألفت طلبات منتجات الشركة من دجاج بيوند واللحم البقري لبيوند. تصنع نكهتي الشركة للمنتجات المشابهة للحم المفروم من بروتين البازلاء و زيت الكناولا و بهارات مختلفة.
برجر بيست ( أول قُرص برجر أنتج في 2015)
أعلنت الشركة في عام 2014 بدئها في تطوير واختبار منتجا جديدا يسمى بالبسيت. جرب فريق نيويورك ميتس أقراص البرجر المحتوية على بروتين نباتي في حدث قبل المباراة.أصدر قرص البرجر النباتي والخالي من فول الصويا المسمى ببيست في شهر فبراير من عام 2015.
سُوِق لبرجر بيست بأنه برجر نباتي خالي من الصويا ويحتوي على 23 جرام من البروتين بالإضافة إلى مضادات الأكسدة والصوديوم ويحتوي على وفيتامين ب6 وب12 وفيتامين د والبوتاسيوم وأوميجا ثري دي إيتش آي و أوميجا ثري آي إل آي.
أصدرت الشركة في شهر ماي من عام 2016 أول برجر نباتي يباع إلى جانب اللحم البقري والدواجن ولحم الخنزير في قسم اللحوم بالأسواق التجارية.
يحتوي البرجر على 20 جرام من البروتين وهو خالٍ من الصويا والجلوتين والكوليسترول ويحتوي على نصف الدهون المشبعة في البرجر البقري الذي يحتوي على 80% من اللحم و20% من الدهون. بالرغم من ذلك فهو يحتوي على خمسة أضعاف نسبة الصوديوم مقارنة بلحم البرجر غير المبهر.
أُعلِن في شهر ديسمبر من سنة 2017 عن بديل للسجق المصنوع من لحم الخنزير وهو سجق بيوند.
أطلق على الثلاثة أنواع من السجق اسم سجق براتورست والسجق الإيطالي الحار والسجق الإيطالي الحالي.

## أرى أيضا
قائمة منتجات بديلة للحوم منتجات شركة امبوسييبل
1. 1 2  مذكور في: كرونشباس. مُعرِّف مُنظَّمة في قاعدة بيانات كرنشباس (Crunchbase): beyond-meat. لغة العمل أو لغة الاسم: الإنجليزية.
2. ↑  وصلة مرجع: https://www.nrn.com/quick-service/pizza-hut-debut-2-pizzas-made-beyond-meat-sausage-crumbles.
3. ↑  وصلة مرجع: https://www.cnbc.com/2020/11/10/pizza-hut-to-launch-beyond-meat-sausage-topping-in-the-us.html.
4. ↑  وصلة مرجع: https://www.fastcompany.com/90573392/i-tried-pizza-huts-beyond-meat-sausage-pizza-its-good-enough-to-ditch-meat.
5. ↑  وصلة مرجع: https://money.usnews.com/investing/news/articles/2020-11-10/pizza-hut-to-offer-pizzas-with-beyond-meat-sausages-in-us-uk.
6. ↑  وصلة مرجع: https://www.marketwatch.com/story/beyond-meat-partners-with-pizza-hut-to-offer-beyond-pan-pizzas-2020-11-10.
7. ↑  وصلة مرجع: https://www.pennlive.com/food/2020/11/pizza-hut-launches-plant-based-meat-beyond-pan-pizza.html.
8. ↑  وصلة مرجع: https://www.cnn.com/2020/11/10/business/pizza-hut-beyond-sausage/index.html.
9. ↑  وصلة مرجع: https://www.nasdaq.com/market-activity/stocks/bynd.
10. ↑  وصلة مرجع: https://www.cmlviz.com/recent-development/2020/11/10/YUM/pizza-hut-partners-with-beyond-meat-to-offer-plant-based-meat-pizzas.